# Jan Bakelants
Jan Bakelants (Oudenaarde, 14 de fevereiro de 1986) é um ciclista profissional belga que compete com a equipa Intermarché-Wanty-Gobert Matériaux de categoria UCI WorldTeam.

## Biografia
Em 2003, Jan Bakelants ganhou a edição júnior da clássica belga Omloop Het Volk. No ano seguinte, ganhou o clássico Vlaams-Brabant mantendo-se em categoria junior. No Tríptico das Ardenas de 2006, ganhou a segunda etapa de Polleur. Explodiu durante a temporada de 2008 com dez sucessos. Ganhou seu primeiro grande sucesso ao ganhar a geral do Circuito das Ardenas por adiante de Brian Vandborg. Terminou terceiro no campeonato belga amador, antes de ganhar uma etapa e a classificação final do Tour de l'Avenir.
Sua vitória mais importante conseguiu-a a 30 de junho de 2013 quando venceu a segunda etapa do Tour de France de 2013, disputada entre Bastia e Ajaccio e se colocou como líder da rodada, ao arrebatar a camisola amarela ao alemão Marcel Kittel.

## Palmarés
- 2008
  - Flecha das Ardenas
  - Volta a Liège, mais 2 etapas
  - Circuito das Ardenas
  - Liège-Bastogne-Liège sub-23
  - Tríptico das Ardenas
  - Tour de l'Avenir, mais 1 etapa

- 2011
  - Classificação das metas volantes do Giro d'Italia

- 2013
  - 3.º no Campeonato da Bélgica em Estrada 
  - 1 etapa do Tour de France
  - Grande Prêmio de Valônia

- 2014
  - 1 etapa do Critério do Dauphiné

- 2015
  - Giro do Piemonte
  - Giro de Emília

- 2016
  - 1 etapa de La Méditerranéenne

## Resultados em Grandes Voltas e Campeonatos do Mundo
| Corrida            | Corrida            | 2009 | 2010 | 2011 | 2012 | 2013 | 2014 | 2015 | 2016 | 2017 | 2018 | 2019 | 2020 | 2021 |
| ------------------ | ------------------ | ---- | ---- | ---- | ---- | ---- | ---- | ---- | ---- | ---- | ---- | ---- | ---- | ---- |
|                    | Giro d'Italia      | —    | 36.º | 23.º | 34.º | —    | —    | —    | —    | —    | —    | 43.º | —    | —    |
|                    | Tour de France     | —    | —    | —    | —    | 18.º | 24.º | 20.º | 50.º | 22.º | —    | —    | —    | 48.º |
|                    | Volta a Espanha    | —    | 17.º | 31.º | 22.º | —    | —    | —    | 17.º | —    | —    | —    | —    | —    |
| Mundial em Estrada | Mundial em Estrada | —    | Ab.  | —    | —    | 57.º | 48.º | —    | —    | —    | —    | —    | —    | —    |

—: não participa
Ab.: abandono

## Equipas
- Topsport Vlaanderen (2008[2]-2009)
  - Topsport Vlaanderen (2008)
  - Topsport Vlaanderen-Mercator (2009)
- Omega Pharma-Lotto (2010-2011)
- RadioShack (2012-2013)
  - RadioShack-Nissan (2012)
  - RadioShack-Leopard (2013)
- Omega Pharma-Quick Step (2014)
- AG2R La Mondiale (2015-2018)
- Team Sunweb (2019)
- Wanty Gobert[3] (2020-)
  - Circus-Wanty Gobert (2020)
  - Intermarché-Wanty-Gobert Matériaux (2021-)